# Jonas zu Eulenburg
Jonas Kasimir Graf zu Eulenburg (* 26. Juli 1901 in Königsberg; † 8. April 1945 im Bunzlauer Stadtforst) war ein deutscher Offizier, zuletzt Oberst und Kommandant der Festung Glogau. Er erhielt am 22. März 1945 das Ritterkreuz des Eisernen Kreuzes.

## Leben
Eulenburg entstammte dem Adelsgeschlecht zu Eulenburg. Er wurde kurz nach der Jahrhundertwende zum 20. Jahrhundert als Sohn des preußischen Generals der Kavallerie Karl Botho Graf zu Eulenburg (* 2. Juli 1843 in Wicken; † 26. April 1919 in Wicken) und Marie Emma Johanna Helene geborene Gräfin Dönhoff (* 17. Dezember 1871 in Breslau; † 21. Dezember 1946 in Groß Schönau) in Königsberg in Ostpreußen geboren. Er hatte fünf Geschwister, seine jüngste Schwester Szesima heiratete den sächsischen Fabrikanten und Gutsbesitzer Hans Carl von Haebler, Neffe des Hans von Haebler. Seine Brüder, wie Siegfried, Carl-Elimar Albrecht wurde ebenso höhere aktive Berufsoffiziere. Die älteste Schwester Alexandra heiratete den einflussreichen brandenburgischen Großgrundbesitzer Dietlof Graf von Arnim-Boitzenburg.
Jonas zu Eulenburg heiratete am 14. September 1927 in Groß Plauen Emmy von Weiß (* 7. September 1903 in Königsberg), Tochter der Amélie von Loßberg und des Gutsbesitzers auf Groß Plauen (Landkreis Wehlau/Schlesien) Otto von Weiß. Der Schwiegervater hatte den Dienstrang Oberst. Jonas und Emmy zu Eulenburg hatten vier Kinder, Elisabeth, Otto, Jutta und Friedrich. Emmy zu Eulenburg wohnte mit den Kindern nach 1945 in Wentorf bei Reinbek.

## Militärische Laufbahn
Eulenburg entstammt einer Soldatenfamilie und diente lange Jahre im traditionsreichen und prestigeträchtigen Infanterie-Regiment 9, das wegen seines hohen Anteils an adeligen Offizieren auch „Graf 9“ genannt wurde.
Während des Zweiten Weltkrieges war er Kommandeur verschiedener Verbände und diente beim Überfall auf Polen, im Westfeldzug und an der Ostfront. Während des Krieges diente er zwei Mal im Oberkommando des Heeres. Am 1. August 1941 wurde er zum Major befördert und diente an der Kriegsakademie. Am 1. April 1942 wurde er zum Oberst befördert.
Am 19. Oktober 1944 wurde er als Kommandeur des Grenadier-Regiments 67 auf der Halbinsel Sworbe auf der estnischen Insel (Ösel) schwer verwundet. In der Rangliste des Deutschen Heeres 1944/45 wird der Stab der Wehrersatzinspektion Danzig als Dienststelle aufgeführt.
Zuletzt war er Festungskommandeur in Glogau. Die von ihm befehligten Soldaten versperrten vom 11. Februar 1945 bis zum 1. April 1945, im Zuge der Belagerung von Glogau, der heranrückenden Roten Armee den Übergang über die Oder. Für seinen Einsatz in Glogau wurde er mit dem Ritterkreuz des Eisernen Kreuzes ausgezeichnet. Die Kämpfe um Glogau wurden im Wehrmachtbericht vom 28. Januar bis zum 3. April 1945 17-mal erwähnt. Am 3. April meldet der Wehrmachtbericht: „Die seit dem 12. Februar eingeschlossene Besatzung der Festung Glogau hat unter Führung ihres Kommandanten, Oberst Graf zu Eulenburg, in mehr als sechswöchigen Kämpfen die wichtigen Oderübergänge für den Feind gesperrt und starke Kräfte der Sowjets gebunden. Auf engsten Raum zusammengedrängt, wurden die Verteidiger vom Gegner überwältigt, nachdem sie ihre letzte Munition verschossen hatten.“
Nach einem Ausbruchsversuch aus der Festung Glogau, in der Nacht vom 31. März auf den 1. April 1945, fiel er am 8. April 1945 im Bunzlauer Stadtforst.

### Verwendungen in der Wehrmacht
- 15. Oktober 1935: Adjutant im Infanterie-Regiment 1.
- 1938: Führer der Ehrenkompanie des Infanterie-Regiment 9.
- 3. Januar 1939: Kompaniechef Infanterie-Regiment 9.
- 1. September 1939: Bataillonskommandeur I./Infanterie-Regiment 9.
- März 1941 bis 1. Juni 1941: Offizier im Stab des Oberkommandos des Heeres (Abteilung Generalquartiermeister, dem General der Infanterie zugeteilt).
- 1942 bis 27. September 1942: Kommandeur des Infanterie-Regiments 422 (erkrankte und wurde abgelöst).
- 3. November 1942: Stabsoffizier zur besonderen Verwendung im Stab des Oberkommandos des Heeres (Abteilung Generalquartiermeister, dem General der Infanterie zugeteilt).
- 15. September 1943: Kommandeur des Grenadier-Regiments 67.
- 11. November 1944: Führerreserve beim Oberkommando des Heeres (Dienst regelte der Befehlshaber im Wehrkreis III).
- 23. Januar 1945: Kommandant der Festung Glogau

## Auszeichnungen
- 6. Oktober 1939: Eisernes Kreuz II. Klasse als Kommandeur des I./Infanterie-Regiments 9.
- 19. Mai 1940: Eisernes Kreuz I. Klasse als Kommandeur I./ Infanterie-Regiment 9.
- 9. Oktober 1940: Verwundetenabzeichen (1939) in Silber als Kommandeur I./Infanterie-Regiments 9.
- 15. September 1942: Kriegsverdienstkreuz (1939) II. Klasse mit Schwertern im Stab des Oberkommandos des Heeres.
- 1. September 1943: Kriegsverdienstkreuz (1939) I. Klasse mit Schwertern im Stab des Oberkommandos des Heeres.
- 15. Januar 1944: Ehrenblattspange als Kommandeur des Grenadier-Regiments 67.
- 1. März 1944: Verwundetenabzeichen (1939) in Gold als Kommandeur des Grenadier-Regiments 67.
- 7. Dezember 1944: Deutsches Kreuz in Gold als Oberst und Kommandeur des Grenadier-Regiments 67.
- 22. März 1945: Ritterkreuz des Eisernen Kreuzes als Oberst und Kommandant der Festung Glogau.

## Genealogie
- Walter von Hueck, Erik Amburger, Carola von Ehrenkrook, Friedrich Wilhelm Euler u. a.: Genealogisches Handbuch der Gräflichen Häuser. Band VII, Band 56 der Gesamtreihe GHdA, Hrsg. Deutsches Adelsarchiv, C. A. Starke, Limburg (Lahn) 1973, ISSN 0435-2408, S. 167–172.
- Hans Friedrich von Ehrenkrook, Elsa von Bethmann, Jürgen Thiedicke von Flotow, Friedrich Wilhelm Euler u. a.: Genealogisches Handbuch der Gräflichen Häuser. Band I, Band 2 der Gesamtreihe GHdA, Hrsg. Deutsches Adelsarchiv, C. A. Starke, Glücksburg (Ostsee) 1952, ISSN 0435-2408, S. 157–160.
- Gothaisches Genealogisches Taschenbuch der Gräflichen Häuser. Teil A (Uradel). 1942. 115. Jg. Zugleich Adelsmatrikel der Deutschen Adelsgenossenschaft (D.A.G.), Justus Perthes, Gotha 1941, S. 203–204. (google.de)
- Gothaisches Genealogisches Taschenbuch der Gräflichen Häuser. Teil A (Uradel). 1938. 112. Jg. Zugleich Adelsmatrikel der D.A.G., Justus Perthes, Gotha 1937, S. 195–196. (google.de)